# Refinería de Musques
La refinería de Musques, también conocida como refinería de Somorrostro, es un complejo petroquímico situado en el municipio español de Musques, dentro de la provincia de Vizcaya. Las instalaciones, que fueron inauguradas en 1972, son propiedad de la empresa Petronor (grupo Repsol).
En la actualidad la refinería emplea a unas 900 personas de forma directa, pero indirectamente da trabajo a más de 6000 empleados, lo que la convierte en la empresa que más puestos de trabajo genera en la zona. Con una capacidad de destilación de 11 millones de toneladas al año, una extensión de 220 ha y una capacidad de almacenamiento de 894 000 m³ de crudo, se trata de la mayor refinería en España.